# Goethalsiella parvula
Goethalsiella parvula är en insektsart som beskrevs av Max Beier 1962. Goethalsiella parvula ingår i släktet Goethalsiella och familjen vårtbitare. Inga underarter finns listade i Catalogue of Life.